# Mordechaj Namir
Mordechaj Namir (hebr.: מרדכי נמיר, ang.: Mordechaj Namir, ur. 23 lutego 1897 na Ukrainie, zm. 22 lutego 1975) – izraelski polityk, w latach 1951–1956 przewodniczący Histadrutu, w latach 1956–1959 minister pracy, w latach 1960–1969 burmistrz Tel Awiwu, w latach 1951–1969 poseł do Knesetu z listy Mapai.
W wyborach parlamentarnych w 1951 po raz pierwszy dostał się do izraelskiego parlamentu. Zasiadał w Knesetach II, III, IV, V i VI kadencji, przy czym w tym ostatnim z listy Koalicji Pracy.
Jego żoną była Ora Namir (ur. 1930) – również poseł do Knesetu, w latach 1974–1996.